# Сідней (Іллінойс)
Сідней (англ. Sidney) — селище (англ. village) в США, в окрузі Шампейн штату Іллінойс. Населення — 1208 осіб (2020).

## Географія
Сідней розташований за координатами 40°1′31″ пн. ш. 88°4′20″ зх. д. / 40.02528° пн. ш. 88.07222° зх. д. (40.025400, -88.072196).  За даними Бюро перепису населення США в 2010 році селище мало площу 1,63 км², з яких 1,62 км² — суходіл та 0,01 км² — водойми.

## Демографія
Згідно з переписом 2010 року, у селищі мешкали 1233 особи в 486 домогосподарствах у складі 360 родин. Густота населення становила 757 осіб/км².  Було 505 помешкань (310/км²).
Расовий склад населення:
| - 98,0 % — білих - 0,9 % — чорних або афроамериканців - 0,3 % — корінних американців - 0,1 % — азіатів |

До двох чи більше рас належало 0,6 %. Частка іспаномовних становила 1,1 % від усіх жителів.
За віковим діапазоном населення розподілялося таким чином: 27,7 % — особи молодші 18 років, 59,6 % — особи у віці 18—64 років, 12,7 % — особи у віці 65 років та старші. Медіана віку мешканця становила 37,8 року. На 100 осіб жіночої статі у селищі припадало 93,3 чоловіків;  на 100 жінок у віці від 18 років та старших — 93,1 чоловіків також старших 18 років.
Середній дохід на одне домашнє господарство  становив 65 485 доларів США (медіана — 54 375), а середній дохід на одну сім'ю — 75 001 долар (медіана — 65 556). За межею бідності перебувало 8,1 % осіб, у тому числі 13,3 % дітей у віці до 18 років та 3,9 % осіб у віці 65 років та старших.
Цивільне працевлаштоване населення становило 696 осіб. Основні галузі зайнятості: освіта, охорона здоров'я та соціальна допомога — 26,1 %, роздрібна торгівля — 11,2 %, транспорт — 9,3 %, інформація — 8,9 %.